# Васил Димов
Васил Димов Илиев е български политик от БКП.

## Биография
Роден е в Добрич на 7 октомври 1900 г. През 1924 г. става член на БКП, а през 1926 г. на Добруджанската революционна организация. От 1920 до 1924 г. е активен сътрудник в нелегалния партиен канал България-Румъния-СССР. През 1924 г. е арестуван и осъден на затвор. Остава там до 1926 г. Известно време е секретар на Околийския комитет на РМС във Варна (1927 – 1929) и секретар на Околийския комитет на БКП във Варна (1929 – 1931) и член на ЦК на БКП. В периода 1927 – 1931 г. ръководител на нелегалния партиен канал Варна-Румъния-Чехословакия-СССР. Преминава разузнавателна подготовка във Виена. От 1931 – 1934 г. лежи в затвора. След това заминава за СССР. Делегат е на редица конгреси на БКП и Коминтерна. Сътрудничи на съветското разузнаване (1939 – 1944). След 9 септември 1944 г. работи в Държавна сигурност в Добрич.